# Бобтейл
Бобтейл, или староанглийская овчарка (англ. bob-tailed sheep-dog) — порода скотогонных и сторожевых собак, выведенная в Великобритании в XVII—XVIII веках. 

## История
Предполагают[кто?], что она получена в результате скрещивания бриара с громадной южнорусской овчаркой, родственницей венгерских пастушьих собак.
Порода получила такое название потому, что в Англии существовал закон, по которому размер налога пастуха за собаку определялся длиной собачьего хвоста, и собакам хвосты купировали.
Впервые бобтейлы как самостоятельная порода были представлены в 1865 году на выставке Ислингтое в Англии. Несмотря на древнее происхождение, стандарт на эту породу был принят только в 1888 году.
В России первые две собаки этой породы появились лишь в 1970-е годы, но затем быстро стали находить любителей и поклонников благодаря своей необычной внешности и спокойному характеру. Центром разведения породы является Москва.

## Внешний вид
Бобтейл — крупная, крепкого телосложения собака с квадратным форматом корпуса и длинной, густой шерстью характерного для породы серо-белого окраса.
Голова крупная, с квадратными угловатыми формами, производит впечатление гармоничного сочетания с телом. Длина лобной части черепа примерно в полтора раза больше длины носа, переход от лба к морде сильно выражен.
Скулы хорошо развиты. Мочка носа крупная, широкая, с выражено открытыми ноздрями. Губы плотно прилегают к челюсти, на них возможно наличие небольших брылей. Пигментация носа и губ чёрная.
Глаза округлые или чуть удлинённые, широко посажены, веки плотно прилегают к роговице. Допустимым цветом глаз являются все оттенки карего или голубого, также допускается наличие гетерохромии.
Уши небольшие, полувисячие, посаженные низко по бокам головы. При естественном состоянии шёрстного покрова уши практически целиком скрыты украшающим волосом.
Шея хорошо выражена, с высоким поставом, подвижная, переход от головы к холке плавный.
Корпус короткий, компактный, широкий. Собака как в стойке, так и при движении производит впечатление коренастого, немного приземистого животного. Круп находится заметно выше линии спины и холки, что придаёт собаке несколько «медвежьи» переваливающие движения на шаге.
Грудь широкая, бочкообразная, переход от груди к животу не выражен.
Хвост у бобтейлов при рождении может быть как коротким, так и длинным. Во втором случае для собак этой породы в ряде кинологических федераций, в том числе в крупнейшей международной кинологической федерации FCI, долгое время являлось обязательным купирование хвоста на длине в один-два позвонка. К участию в выставках ряда других кинологических федераций, в том числе AKC, допускаются как собаки с короткими и купированными хвостами, так и животные, у которых удлинённый хвост купирован не был. В самой федерации FCI также стало допустимо участие животных с длинными хвостами в выставочных рингах этой федерации. В случае, если хвост бобтейла не купирован, он должен быть низко посаженным, слегка изогнутым и иметь длину до скакательного сустава. При выставочной оценке такой хвост обязательно проверяется на наличие изломов и узлов. В случае обнаружения этих признаков такие собаки подлежат дисквалификации и выводу из разведения.
Передние конечности прямые, поставлены глубоко под корпус, плечи хорошо развиты, локти плотно прилегают к корпусу собаки. Задние конечности слегка длиннее передних, бедро хорошо развито и выражено обмускулено. Скакательный сустав хорошо выражен, поставлен низко. Задние лапы своим строением обеспечивают хороший рывок собаки вперёд за счёт выраженных углов сочленений, также именно их специфическое строение обеспечивает возможность быстрого и мощного движения собаки в галопе. Сами лапы относительно небольшие, округлые, с короткими пальцами и хорошо развитыми когтями. Подушечки лап твёрдые, плотные, с большой толщиной кожного слоя на них. Прибылые пальцы подлежат удалению.
Шерсть очень густая, длинная, жёсткая. Структура шерсти такова, что внешне собака выглядит косматой. Согласно стандарту породы, шерсть не должна быть ни слишком прямой, ни обладать крупными выраженными завитками. Подшёрсток хорошо развит, длинный, водостойкий. Именно его наличие обеспечивает хорошую наполненность шерсти и её пышнось (при условии регулярного вычёсывания). На спине, бёдрах и животе шерсть более длинная, чем на остальных частях тела.
Окрас бобтейлов может быть только один — серый биколор, где голова, шея и передние конечности белые (предпочтительным является полное отсутствие отметин другого цвета на этих частях тела), а спина, бока и круп окрашены в любой оттенок серого или голубого.

## Характер
Бобтейлы обладают спокойным, уравновешенным характером. Эти собаки привязчивы к своей семье и очень человекоориентированы, поэтому им сложно долго оставаться в одиночестве. При этом, в отличие от многих других собак, альтернативой в плане общения для бобтейлов другие животные стать не могут, им нужно внимание именно от людей.
К посторонним людям бобтейлы также хорошо настроены, дружелюбны и контактны.
Благодаря своему мягкому характеру и терпеливости бобтейлы хорошо подходят для семей с детьми. Они терпеливы по отношению к младшим членам семьи и склонны к взаимодействию и играм с ними.
В силу своего дружелюбия к людям, эти собаки не подходят для активной охраны людей или территории, но при этом они обладают выраженным территориальным инстинктом и могут быть использованы для окарауливания территорий. Бобтейлы при таком типе обучения облаивают постороннего, прошедшего на охраняемую территорию, не причиняя ему фактического вреда.
С собратьями и другими животными бобтейлы также не проявляют агрессии или конфликтного поведения. При этом важно учитывать, что бобтейлы могут «пасти» как людей, так и животных, загоняя толчками и мелкими покусываниями к одной точке. Это является породной особенностью поведения, связана она с историческим применением этих собак в качестве пастушьих. Чтобы избежать этих проявлений во взрослом возрасте, собаку нужно очень хорошо отучать от этого, когда она является щенком.
При обучении этих собак стоит учесть, что освоение команд у них идёт медленно, а в процессе обучения они склонны проявлять своеволие и упрямство, которое при этом не перейдёт в агрессию, но может создать трудности в обучении.

## Содержание, уход и здоровье
Собаки этой породы не прихотливы к условиям содержания. Они способны легко переносить как серьёзные морозы, так и довольно высокие положительные температуры за счёт того, что благодаря своей структуре их шерсть создает эффект теплоизолирующей прослойки. Также они не требовательны к прогулкам и наличию физических нагрузок. Бобтейлам достаточно будет прогулки по тридцать-сорок минут дважды в день. К длительному бегу и активному поведению эти собаки не склонны.
Ещё на этапе выращивания щенка стоит определиться, по какому из двух возможных типов вы хотите формировать шерсть бобтейла. В современной выставочной работе бобтейлы имеют пышную, хорошо вычесанную, объёмную шерсть, однако для постоянного поддержания шерсти в таком виде потребуется прилагать много усилий, так как шерсть у этих собак склонна к сваливанию и образованию специфических плотных дредов. При выборе этого типа формирования шерсти расчёсывать этих собак потребуется минимум три раза в неделю, а также периодически тримминговать их для удаления отмершего волоса. Традиционно же бобтейлы как раз обладали ими и шерстяными войлочными щитками, которые служили для защиты собаки и от температурных скачков, и от укусов хищников. Имеет все эти свойства шерсть бобтейлов и сейчас, так что при желании можно оставить его шерсть в естественном состоянии, сформировав на этапе взросления скрутки для будущих дредов.
При желании тип шерсти бобтейла можно будет изменить со временем, при этом из выставочной кондиции в традиционную перейти легче, чем наоборот. В первом случае достаточно сделать скрутки и дождаться естественного сваливания шерсти, во втором придётся срезать свалянную шерсть и ждать отрастания новой.
С начала двадцать первого века даже для выставочных бобтейлов постепенно становится допустимым и ещё один способ ухода за их шерстью — собак стригут, оставляя длину шерсти 3—4 сантиметра. Уход за ней значительно легче, чем за более длинной. При этом такие собаки на выставках, где это допустимо, участвуют в общем ринге со своими более длинношёрстными собратьями.
Какой бы тип ухода за шерстью вы ни выбрали, бобтейлу обязательно необходимо стричь шерсть на морде и над глазами, обеспечивая наличие так называемой гигиенической стрижки.
В плане здоровья эти собаки достаточно беспроблемны в целом, но имеют ряд генетических породных заболеваний. К ним относятся аутоиммунная анемия, гемофилия по недостатку фактора IX, расстройства щитовидной железы и ангиогемофилия.
При использовании собак этой породы в разведении для них обязательным является проведение теста на дисплазию.